# Neighbours
Neighbours (tạm dịch: Hàng xóm) là một bộ phim kịch truyền hình Úc. Nó lần đầu tiên được phát sóng trên Seven Network trên 18 tháng 3 năm 1985. Nó được tạo ra bởi Reg Watson, người đề xuất ý tưởng thực hiện một chương trình tập trung vào những câu chuyện thực tế và đóng vai người lớn và thanh thiếu niên nói chuyện cởi mở và giải quyết vấn đề của họ với nhau. Seven quyết định ủy thác các chương trình sau sự thành công của Sons and Daughters, được phát sóng trên mạng. Mặc dù thành công tại Melbourne, Neighbours tụt lại trên thị trường Sydney và đấu tranh trong nhiều tháng trước khi Seven hủy nó. Chương trình được ngay lập tức mua lại mạng đối thủ Ten. Sau khi tiếp sản xuất của chương trình, các mạng mới đã xây dựng bộ bản sao vì Seven phá hủy các gốc để ngăn chặn đối thủ của nó từ việc thu thập chúng. Ten bắt đầu sàng lọc Neighbours vào ngày 20 tháng 1 năm 1986, cởi nơi trước loạt rời đi và bắt đầu với tập phim 171. Neighbourstừ đó đã trở thành bộ phim truyền hình dài nhất trong truyền hình Úc và vào năm 2005, nó được giới thiệu chung vào Logie Hall of Fame. Ngày 11 tháng 1 năm 2011 Neighbours đã được chuyển đến kênh truyền hình Eleven.